# اورازیو سوربلو
اورازیو سوربلو (انگلیسی: Orazio Sorbello؛ زادهٔ ۱۰ اوت ۱۹۵۹) بازیکن فوتبال اهل ایتالیا است.
از باشگاه‌هایی که در آن بازی کرده‌است می‌توان به باشگاه فوتبال مودنا، باشگاه فوتبال کاتانیا، باشگاه فوتبال پادوا، باشگاه فوتبال دلفینو پسکارا، باشگاه فوتبال آولینو، و باشگاه فوتبال پالرمو اشاره کرد.